# Iglesia de Santa Quiteria (Casas de Ves)
La iglesia de Santa Quiteria está en el municipio español de Casas de Ves (Albacete). Fue construida en el siglo XVI y sus características fundamentales responden a una arquitectura románica sencilla. Se encuentra situada cerca de la plaza Mayor a pocos metros del ayuntamiento de Casas de Ves.

## Descripción
De construcción sencilla, cuenta con muros gruesos de mampostería, piedra troceada y refuerzos en esquina de piedra entera, consolidadas exteriormente por bandas o lasenas; el techo o cubierta es de madera. Los muros están rematados por cornisa de piedra, bóveda de cañón y cubierta a dos aguas. 
La torre, de excelentes proporciones, está adosada al lateral occidental del edificio. De planta cuadrada, en ella se aprecian tres cuerpos, el primer cuerpo o base tiene un zócalo de piedra de sillería y está delimitada por cornisa también de piedra, dando paso a un segundo cuerpo que, al igual que el primero, está construido con piedra de sillería y cornisa, dando paso a un tercer cuerpo que culmina en un campanario; éste está construido con piedra de sillería labrada y coronada por una cornisa en la que se alternan pirulos esféricos y piramidales y gárgolas de piedra. 
En 1748 se construyó el actual crucero con forma de cruz latina. Consta de una gran nave, coronada por un cimborrio ochavado, cúpula peraltada y un amplio presbiterio. 
La entrada a la iglesia, en la fachada sureste, situada entre dos contrafuertes que consolidan los muros de la nave, tiene una especie de atrio formado por un arco de poca calidad con bóveda baída que cumpla su función. Al fondo, sobre la fachada del mismo, tiene un frontón de piedra en relieve, entrecortado y coronado con hornacina de cúpula «horno». 
En la nave principal, a lo largo de la fachada sur, se forman dos capillas, una de ellas absorbida por una construcción adosada al templo, la segunda capilla con bóveda y arco de medio punto en piedra formado por dovelas. De iguales características existen otras dos capillas adosadas a la fachada de orientación nordeste.